# 道の駅四万十とおわ
道の駅四万十とおわ（みちのえき しまんととおわ）は、高知県高岡郡四万十町にある国道381号の道の駅である。

## 沿革
- 2007年7月1日 - オープン。

## 施設
- 駐車場
  - 普通車：69台
  - 大型車：2台
  - 身障者用：2台
- トイレ
  - 男：7器
  - 女：6器
  - 身障者用：1器
- 公衆電話
- 農産物直売所「とおわ市場」(8:30 - 17:00)
- 食堂「とおわ食堂」（11:00 - 15:00(LO14:30)）
- おちゃくりcafe（11:00～15:00）四万十川の清流を眺めながら栗菓子とお茶を楽しめるお店が四国八十八景34番に選定された。
- ファーストフードコーナー「とおわのアイス屋さん」（11:00 - 15:00）
- 四万十川ジップライン(9:00 - 17:00)
- 休憩広場
- 自転車レンタルサービス（8:30 - 17:00）

## 休館日
- 食堂は年中無休

## 周辺
- 四万十川
- 十和温泉